# Jorge Faurie
Jorge Faurie, né le 24 décembre 1951 à Santa Fe, est un homme politique argentin.
De 2017 à 2019, il est ministre des Relations extérieures et du Culte, nommée par le président Mauricio Macri.
Il est diplômé en droit de l'université nationale du Litoral. De 2002 à 2013, Jorge Faurie est ambassadeur d'Argentine au Portugal, avant de prendre la tête de l'ambassade d'Argentine en France de 2016 à 2017.